# Kościół Przemienienia Pańskiego w Morzewie
Kościół Przemienienia Pańskiego w Morzewie – rzymskokatolicki kościół parafialny w Morzewie, wzniesiony w 1908 roku.
Świątynia powstała w miejscu murowanego kościoła z 1824 roku, który spłonął w 1906 roku.